# Кёльнская марка
Кёльнская марка (нем. Kölner Mark, Kölnische Mark) — основная единица измерения массы драгоценных металлов в Германии, а также других странах Европы. Её вес составлял 233,856 грамма.

## Марка, как единица массы драгоценных металлов
Термин «марка» впервые упоминается в англосаксонских письменах в IX—X веках как мера веса. Впервые марка возникла в Скандинавии. Вес скандинавской марки соответствовал 2/3 веса римского фунта. Во времена Средневековья марка в Скандинавии делилась на 8 эре. Масса эре = 1 римской унции (27,3 г) = 3 эртуга. В отдельных местностях эре равен 10, 12, 16 или 20 пфеннигам. Эртуг (9,096 г) = 8 римским скрупулам (по 1,137 г). В Германии фунты делили на 2 марки. Серебряную немецкую марку делили по системе двоек: 2 полмарки = 16 лотов = 32 сетина = 64 квентина = 256 рихтпфеннига = 512 геллеров = 4352 эсхени. Главной расчётной единицей в системе деления марки стал лот — 1/16 её части. В Германии главный эталон римской весовой системы, силикву, — боб рожкового дерева, заменили массой зерна пшеницы. Масса эсхена (зерна) = 0,5075 г, немецкая марка = 220,864 г = 8 римским унциям (по 27,608 г).

## Кёльнская марка
В кёльнской марке было на 12,992 г больше чистого серебра, чем в классической, то есть разница — на 1/17 часть.
С XV века наибольшее распространение в Германии получила кёльнская марка. Её вес составлял 233,856 грамма. Как единица массы драгоценных металлов, кёльнская марка была положена в основу чеканки монет в Германии и в других странах Европы.
Кёльнская золотая марка = 233,856 г чистого золота = 24 каратам = 288 гранам = 4608 асам; гран = 16 асам (зёрнам) по 0,5057 г. В европейской системе соотношение было таким: 1 кёльнская марка = 8 унциям = 16 лотам = 64 драхмам = 256 скрупулам (пфеннигам) = 512 гранам = 65536 рейхспфеннигам = 4864 асам; скрупул = 19 асам (зёрнам) по 0,048 г.
Кёльнская серебряная марка = 4864 асам; Золотая кёльнская марка = 4608 асам. Разница между ними в 256 асов, то есть 1/18 от 4608. Количество асов кёльнской марки было увеличено на 1/18 часть. При одинаковой массе кёльнской золотой и серебряной марок увеличение количества асов в серебряном стандарте произведено путем уменьшения массы аса с 0,05075 до 0,048 г по сравнению с золотым стандартом.
Торговый вес в Германии делился на два типа — лёгкий и тяжёлый. В XIX веке кёльнская марка часто употреблялась на немецких землях не только как марочная и монетная, но и как торговая марка. Так в Берлине, Кенигсберге и Бранденбурге торговый фунт в 465,884 г = 2 кёльнским маркам в 232,942 г. В Дрездене, Лейпциге и других землях Саксонии торговый фунт в 467,086 г = 2 кёльнским маркам в 233,543 г. В Нассау торговый фунт в 470,68 г = 2 кёльнским маркам в 235,24 г. В Бамберге торговый фунт в 468,384 г = 2 кёльнским маркам в 234,192 г. В Аугсбурге торговый фунт в 472,423 г = 2 кёльнским маркам в 236,211 г. В Франкфурте-на-Майне торговый фунт в 467,92 г = 2 кёльнским маркам в 233,962 г.
В некоторых городах были созданы новые марки, производные от кёльнской. Так в Баварии торговый фунт в 560 г = 2 маркам по 280 г. Баварская марка в Мюнхене 286,692 г = 1 2/10 кёльнской марки в 233,91 г. Однако доминирование в XIX веке кёльнской марки привело к постепенной подстройке местных мер веса под стандарт её массы. Так в Бадене и Гесен-Дармштадте торговый фунт в 500 г, 107 % кёльнского фунта в 467,712 г. Торговый фунт Бремена в 498,5 г. Торговый фунт Гейдельберга 505,408 г. Большой битценский фунт Тироля 500,99 г (малый битценский фунт (2/3 большого) 330,657 г).
На основании массы кёльнской марки были введены единые весовые меры — марочные, каратные, пробные, монетные. Некоторое время наряду с ними использовались местные весовые меры. В XIX веке постепенно усиливалось влияние немецких метрических систем. В результате в Германии, в 1868 году, была введена метрическая система как обязательная.